# エリザベス・ホームズ
エリザベス・ホームズ（Elizabeth Anne Holmes）は、アメリカ合衆国の実業家、詐欺師。医療ベンチャー企業『セラノス (Theranos) 』の創業者であり元CEO。
2010年代のシリコンバレーを舞台に、若き美人経営者としての虚像を武器にした大規模な詐欺事件を引き起こし、全米のみならず世界中の関心を集めた人物である。その人物像はテレビドラマ等、様々な媒体で作品化されている。
常に黒のタートルネックを身にまとい、うら若い女性らしからぬ独特の低い声でプレゼンテーションを行う姿は時代の寵児ともてはやされ、ルパート・マードックらを始めとする多くの投資家から資金を得た。
公判中のあの手この手を駆使した延命作戦はその都度ゴシップ誌を賑わせたが、有罪判決が確定。2023年より詐欺罪で服役中であり、2032年12月29日まで服役する予定となっている。

## 経歴
公務員の家庭に生まれる。先祖は大金持ちだったそうだが末裔たちが放蕩の末その財産を使い果たしたといい、それを知ったホームズは幼少期より大金持ちになることを志していた。2003年、スタンフォード大学の化学工学科の2年生の時に大学を中退。アメリカでは血液検査だけで15万円ほどかかることに目を付け、少量の血液で200種類以上の血液検査を迅速かつ安価に出来る医療ベンチャー企業のセラノスを創業した。当初の目標は細かな針がたくさんついたシールを肌に張ることで血液を採取しそのデータを無線で送信し分析する装置を開発することであった。創業にあたり、スタンフォード大学名誉教授チャニング・ロバートソンに相談を持ち掛け、創業後も幹部として迎え入れている。
スティーブ・ジョブズを意識して、常に黒のタートルネックのセーターを着用。このためセラノス社内の室内温度は18度前後に設定されていたという。このタートルネック以上に彼女のトレードマークとなっていたのが低音の独特な声であり、これを武器としてプレゼンや取材に応じていた。これにはホームズが男性優位のスタートアップの世界にうまく溶け込むために作り上げたものではないかとの指摘もある。
ホームズは卓越した話術とその美貌によってヘンリー・キッシンジャーやジョージ・シュルツ、ジェームズ・マティスらアメリカの大物高官を抱き込むことに成功。彼らをセラノスの社外取締役（相談役）に就任させ、会社の信用を高めていった。
2014年6月に380億円を調達して同社の時価総額は9000億円になったとされ、株式の過半を所有する創業者のホームズは、「自力でビリオネアになった最年少の女性」として話題になった。だが翌年にフォーチュンは資産価値0とし「世界で最も期待はずれの指導者たち」の筆頭に挙げた。
2015年10月、ウォール・ストリート・ジャーナルがセラノスの不正を告発する記事を掲載。セラノスは、画期的な血液検査技術の開発で投資家から資金を得ていたが、アメリカ食品医薬品局などの調査により、自社の技術を使用した検査は一部にすぎず、大半を他社の検査機器などで行っていたことが指摘されるようになった。
2018年3月、証券取引委員会と詐欺罪に関する訴訟で和解。ホームズはセラノスの支配権を放棄した上で株式の大半を返還し50万ドルの罰金を支払ったほか、ホームズが保有するセラノス株1,900万株の放棄、今後10年の間、上場企業の役員や取締役への就任を禁じる内容となっている。
同年6月、連邦検察がホームズを詐欺罪で起訴。
公判中の2019年に「結婚」を発表し（入籍は不明）、2020年に妊娠。このため、公判は大幅に遅れることとなった。2021年7月に第一子を出産。
2022年1月3日にカリフォルニア州サンノゼの裁判所の陪審は、投資家に対する詐欺罪と通信詐欺罪3件の計4件について有罪評決を出した。
評決後に第二子を妊娠。このため、減刑狙いや収監逃れの妊娠だと非難を受ける。
11月18日、裁判所は禁錮11年3月の判決を言い渡した（その後、連邦刑務所局により9年7月に減刑される。減刑理由は不明。）。一方で、妊娠中のホームズの収監を出産前か出産後にするかで議論となる。
第二子を出産後、裁判所は2023年4月27日からの服役を命ずる。ホームズは嘆願書を出すなどして抵抗を続け、さらにこの間にニューヨーク・タイムズの独占インタビューに応じる。この中で、ホームズは現在「夫」と2人の子供との間で穏やかな時間を過ごしていることなどを述べたが、メディアがホームズの延命作戦に安易に手を貸しているとして批判を受けた。結局5月30日にテキサス州のバイランにある連邦女性刑務所に収監された。
2022年にHuluが一連の事件を描いたテレビドラマ『ドロップアウト～シリコンバレーを騙した女』を制作。ホームズ役はアマンダ・サイフリッドが演じた。また、ジェニファー・ローレンスを主役とした映画も企画されていたが、これは頓挫したとのことである。